# Жарнув (гміна)
Гміна Жарнув (пол. Gmina Żarnów) — місько-сільська гміна у центральній Польщі. Належить до Опочинського повіту Лодзинського воєводства.
Станом на 31 грудня 2011 у гміні проживало 6097 осіб.

## Площа
Згідно з даними за 2007 рік площа гміни становила 140.70 км², у тому числі:
- орні землі: 70.00%
- ліси: 22.00%

Таким чином, площа гміни становить 13.54% площі повіту.

## Населення
Станом на 31 грудня 2011:
| Опис     | Загалом | Загалом | Чоловіки | Чоловіки | Жінки | Жінки |
| -------- | ------- | ------- | -------- | -------- | ----- | ----- |
| одиниця  | осіб    | %       | осіб     | %        | осіб  | %     |
| все      | 6097    | 100     | 3081     | 50.53    | 3016  | 49.47 |
| міське   | 0       | 100     | 0        |          | 0     |       |
| сільське | 6097    | 100     | 3081     | 50.53    | 3016  | 49.47 |

## Сусідні гміни
Гміна Жарнув межує з такими гмінами: Александрув, Білачув, Конське, Парадиж, Руда-Маленецька, Фалкув.